# Теорема Дини
Теорема Ди́ни о равномерной сходимости последовательности функций: 
| Если последовательность функций {\displaystyle f_{n}(x):K\to \mathbb {R} ,\ n=1,2,\ldots ,} непрерывных на компакте {\displaystyle K}, монотонна и поточечно сходится к непрерывной функции {\displaystyle f(x):K\to \mathbb {R} ,} то сходимость {\displaystyle f_{n}\to f} является равномерной на {\displaystyle K}. |

Теорема Ди́ни о равномерной сходимости функционального ряда:
| Если члены ряда {\displaystyle \sum _{n=1}^{\infty }a_{n}(x)} — неотрицательные и непрерывные на компакте {\displaystyle K} функции и ряд сходится к непрерывной на {\displaystyle K} функции, то он сходится на {\displaystyle K} равномерно. |

Теоремы названы в честь итальянского математика Улисса Ди́ни.